# Hotel Rix
Das Hotel Rix war ein Hotel in der Oberstadt von Luxemburg. Es lag am Boulevard Royal 20 zwischen der Arsenalstraße und der Avenue Monterey.

## Geschichte
Die Villa, in der das Hotel seinen Sitz hatte, gehörte ursprünglich der Familie Saur-Koch, welche die „Grand Garage Saur“ am Boulevard Royal leitete.
Der Bankier Ernest Vander Linden ersteigerte die Villa am 10. Februar 1921 für 195.000 Franken und zog mit seiner Familie dort ein.
Ernest Vander Linden nutzte die Villa ebenfalls für seine Bankgeschäfte unter der Bezeichnung „An- und Verkaufszentrale für Luxemburger Wertpapiere ohne Börsennotiz“ respektiv „Centrale d’achat et de vente des valeurs luxembourgeoises non cotées en Bourse“.
Später war die Villa Sitz des belgischen und tschechoslowakischen Konsulats.
Die „Villa Vander Linden“ hatte im Erdgeschoss ein Esszimmer mit einer großen Südöffnung, einen großen Salon, einen kleineren Salon, ein Büro, ein Badezimmer, ein Empfangszimmer und eine Küche. Im ersten Stockwerk und im Dachgeschoss gab es jeweils 5 Zimmer.
Im Jahr 1957 erwarb die Familie Rix die Villa und eröffnete ein Restaurant, welches später zum 4-Stern-Hotel wurde. um ein Restaurant zu eröffnen; später wurde es auch ein 4-Sterne-Hotel. 1963 wurden durch den Architekten Paul Retter mehrere Stockwerke hinzugebaut.
Im Jahr 2012 wurde das Hotel geschlossen und ein Jahr später abgerissen. Heute steht an der Stelle ein Neubau, welcher vom Architekten Christian de Portzamparc entworfen wurde.